# Ron Arad (pilota)
Ron Arad (in ebraico רון ארד; Magdiel, 5 maggio 1958 – 1994 o 1997) è stato un aviatore e militare israeliano.
Pilota militare e ufficiale di volo dell'aeronautica militare israeliana, venne fatto prigioniero in Libano dall'organizzazione sciita Amal il 16 ottobre 1986. Egli viene considerato disperso in servizio dal maggio del 1988 dopo che, per quanto risulta, potrebbe essere stato trasferito in Iran o forse ceduto ad altre organizzazioni attive in Libano. Il 30 giugno 2008 Hezbollah ha informato Israele tramite l'ONU del fatto che Ron Arad sarebbe morto. Già nel 2006 il leader di Hezbollah, Hassan Nasrallah, aveva affermato pubblicamente che il suo gruppo riteneva Arad morto e i suoi resti dispersi. Un precedente rapporto di una commissione militare israeliana lo dà come probabilmente deceduto per malattia sin dal 1994. Israele tratta il caso di Ron Arad continuando a considerarlo in vita fino a prova certa del contrario.

## Dati personali
Ron Arad, (in ebraico: רון ארד), originario di Magdiel, Hod ha'Sharon, studiò nel Collegio Scolastico Militare di Tel Aviv. Nel 1979 completò un corso di volo come pilota militare, e prima di essere fatto prigioniero prestava servizio con i gradi di capitano ai comandi di un Phantom. Al momento della cattura era iscritto ai corsi di ingegneria chimica al Technion di Haifa. Sposato con Tami Arad, sua figlia si chiama Yuval.

## La cattura
Durante il suo servizio per lo Squadrone 69 (lo "Squadrone dei martelli") Arad era in volo come pilota di Phantom nel quadro dell'operazione "Bet Abba 12", con la missione di colpire bersagli OLP nell'area di Sidone, in Libano. Un guasto tecnico provocò l'esplosione in prossimità dell'aereo delle munizioni sganciate e i due uomini dell'equipaggio si eiettarono su iniziativa di Arad. Il pilota Yeshi Aviram fu recuperato dagli elicotteri Cobra, mentre Arad cadde nelle mani dell'organizzazione sciita Amal.
Arad fu trasferito a Beirut dove fu tenuto prigioniero dal capo della sicurezza di Amal, Mustafa Dirani. Il capo della milizia Amal, Nabih Berri, annunciò la cattura di Arad e ne propose lo scambio con prigionieri sciiti e libanesi trattenuti in Israele. I suoi carcerieri rilasciarono tre sue lettere manoscritte e una sua foto, ma la Croce Rossa Internazionale non fu autorizzata a visitarlo.
I tentativi di liberarlo con un accordo falliscono e il contatto con Arad si interrompe nel settembre 1987. Egli passa di mano dal responsabile di Amal, Mustafa Dirani, all'Iran o a qualche altra organizzazione sciita. Le sue tracce si perdono completamente nel maggio 1988. Dopo il suo rapimento Arad è stato promosso al grado di tenente colonnello.

## Tentativi volti a ottenere la liberazione di Ron Arad
Tra il 1986 e il 1994 21 libanesi, tra i quali Mustafa Dirani e un responsabile di Hezbollah, Abdel Karim Obeid, furono fatti prigionieri in Libano e furono trasferiti in Israele per essere interrogati e eventualmente utilizzati come carte di scambio nel corso di possibili trattative per la liberazione di Arad. I tentativi non ebbero esito positivo e gran parte dei prigionieri furono rilasciati definitivamente nel 2000. A quanto risulta, il 4 maggio 1988 Dirani rivelò che Arad sarebbe stato prima consegnato a Hezbollah, e in seguito ai Pasdaran iraniani a quel tempo presenti in Libano in loro ausilio. Né l'Iran né alcun gruppo di guerriglieri ha mai fornito informazioni utili alla localizzazione del prigioniero. Dirani e Obeid rimasero nelle carceri israeliane ancora per quattro anni, fino allo scambio di prigionieri per Elchanan Tenenbaum nel 2004.
In seguito all'assassinio del leader di Hezbollah Abbas Mussawi nel settembre 1992, l'organizzazione diede notizia dell'esecuzione di Arad, ma altre fonti sostennero che egli era ancora in vita, detenuto in Iran. In quell'anno viene fondata l'associazione della società civile La'khofesh nolad (לחופש נולד, "Nato per la libertà") il cui scopo è quello di conseguire la liberazione di Arad e di altri prigionieri.
Nell'ottobre 1997 fonti tedesche e russe occupatesi del caso sostennero che con tutta probabilità Arad non era più in vita. Israele respinse tali conclusioni, illustrando i risultati del proprio lavoro, secondo i quali Arad era vivo e trattenuto in Iran.
Nel 2002 fu costituita una commissione speciale sotto la direzione del giudice Eliahu Vinograd, incaricata di valutare lo stato delle cose circa il caso Arad. La commissione concluse che non vi erano dati tali da cambiare le valutazioni previe, secondo le quali Arad era vivo.
Nel 2003 il primo ministro israeliano Ariel Sharon rivelò che un agente dei servizi segreti era morto nel corso dei tentativi di riportare indietro Arad. Nell'ottobre 2003 dei funzionari iraniani fuggiti in occidente affermarono che Arad era vivo ed era trattenuto nella zona di Tehran. Aggiunsero anche che era stato ospedalizzato più volte a causa della sua salute, e anche che aveva tentato la fuga. Nel dicembre 2004 l'Associazione "La'khofesh nolad" ha promesso un premio di 10.000.000 US$ a chiunque fornisca informazioni utili a rintracciarlo.
Nel 2005 il Direttorato dell'intelligence militare trasmise un rapporto segreto al primo ministro Ariel Sharon, secondo il quale Ron Arad non sarebbe stato più in vita. Il primo ministro, apparentemente per motivi politici, respinse il rapporto, nel quale si indicava che Arad sarebbe stato trattenuto in Iran sino al 1994. Secondo il rapporto gli iraniani temevano che Dirani, dopo la sua cattura, avrebbe ceduto durante gli interrogatori rivelando che Arad era sul loro territorio, quindi egli in segreto sarebbe stato riportato in Libano. Una opinione di minoranza tra i redattori del rapporto, invece, sosteneva che Arad non sarebbe stato mai trasferito in Iran, ma sarebbe sempre stato trattenuto in Libano sotto il controllo dei Guardiani della Rivoluzione iraniana. Le conclusioni della commissione indicavano che Arad era morto di qualche grave malattia in Libano, al più tardi nel 1995
Nel settembre 2006 il canale televisivo libanese LBC trasmise un filmato dal titolo "Il Rapimento" che descriveva i momenti della cattura dei soldati Benny Avraham, Omar Sawad e Adi Avitam, e brani nei quali viene ripreso Ron Arad che parla dalla prigionia, risalenti apparentemente apparentemente al 1988. Nel filmato si vede Arad che fuma, e mentre risponde a brevi domande poste da uno dei suoi carcerieri. Egli fa cenno ai nomi dei suoi genitori e poi afferma in inglese "sono un soldato dell'esercito israeliano". Nel film viene anche ricordato dove aveva studiato, e quali fossero i suoi compiti nell'esercito. Questo filmato è il primo segno di vita che Israele abbia ricevuto da decine di anni a questa parte, se si trascura la corrispondenza e la foto dei primi tempi dopo il rapimento.
Il 15 ottobre 2007 lo Stato di Israele ha concluso un accordo per lo scambio di prigionieri con Hezbollah. In base all'accordo, secondo il quotidiano libanese al-Akhbar sono stati consegnati a Israele il cadavere di un cittadino che era annegato e portato dalla corrente in
Libano e il diario tenuto da Ron Arad in cambio di un detenuto libanese e dei cadaveri di due guerriglieri.
Nel marzo 2007 Israele trasmise la richiesta agli Stati Uniti di porre alcune domande al generale Reza Askari, responsabile iraniano dei Guardiani della Rivoluzione e loro rappresentante in Libano negli anni ottanta, che era fuggito dall'Iran. Secondo le informazioni trapelate nei media in Israele a lui non risultava che Ron Arad sia stato trattenuto o sia trattenuto in Iran, sebbene ciò sia possibile, e fornì alcune informazioni circa dei tentativi da parte dei Guardiani della Rivoluzione di farsi consegnare il prigioniero.
Il quotidiano "Maariv" nel 2008 pubblicò un articolo secondo il quale esiste la concreta possibilità che Arad sia stato assassinato dai suoi carcerieri nella notte del 3 maggio 1988 in seguito all'operazione dei parà contro Hezbollah Khoq veseder (חוק וסדר, "Legge e ordine") nel villaggio di Maidun, o durante un tentativo di fuga.
L'11 luglio 2008, durante alcune trattative per lo scambio di prigionieri, Israele ha ricevuto due foto di Ron Arad, nelle quali egli appare ferito, un diario dei suoi primi due anni di prigionia e una dichiarazione di 80 pagine da parte di Hezbollah redatte in arabo nel quale sono descritte le persone con le quali Arad fu in contatto nel corso dei primi due anni della sua prigionia, i tentativi di localizzare Arad, e delle informazioni secondo le quali durante la sua
permanenza nel villaggio di Nabi Sit fuggì dalla prigionia nel maggio 1988, forse con l'aiuto di uno dei suoi carcerieri, e rimase ucciso dopo avere cercato di raggiungere le forze di sicurezza israeliane di stanza nella striscia di sicurezza nel Libano meridionale. Nel documento di Hebollah è scritto che la morte di Arad potrebbero essere dovuta ad una sua caduta e al suo ferimento; forse sarebbe caduto da un luogo sopraelevato nel suo tentativo di fuga, sicché non è possibile localizzare il suo cadavere. Ad Israele e comunque noto che nel 2004 l'organizzazione di Hezbollah cercò di localizzare la sepoltura di Arad a Nabi Sit. Secondo quanto giunto alla stampa araba Hezbollah sarebbe riuscito a localizzare dei resti ossei in una tomba anonima. Fonti dei servizi informativi israeliani dissero che il rapporto non recava alcuna nuova indicazione descrivendolo come "sciocchezze".

## Manifestazioni a sostegno di Ron Arad
Ogni anno nella città di Hod ha'Sharon si tiene una marcia che vede la partecipazione di migliaia di persone. Nello stesso giorno si svolge un sit-in nel Parco delle Quattro Stagioni, dove si trova anche il punto di avvio della marcia. La marcia prevede tre percorsi: uno di 2 km pensato per i disabili, uno di 4 km per i bambini e i giovani, e un percorso lungo di 8 km.
Il compositore Ehud Manor ha scritto la canzone Lo mafkirim khaver (לא מפקירים חבר, "Non si abbandona un amico"), su musica di Hanan Yuval, il cui ritornello ricorda il nome di Ron Arad: "Noi, Ron, non abbandoniamo un amico".
Una seconda canzone, più nota, pure scritta da Ehud Manor, musicata e cantata da Bo'az Shar'abi, è Keshetavó (כשתבוא, "Quando verrai") La canzone parla del ritorno a casa di Ron Arad. Anche in questo caso il nome di Arad compare esplicitamente nel ritornello: "E allora canteremo a Ron, canteremo a Ron".
La dichiarazione "Ron Arad - nato per essere libero" è stata distribuita in migliaia di copie ed è stata affissa su moltissime case in Israele.